# Dougray Scott
Stephen Dougray Scott (Glenrothes, 25 de Novembro de 1965) é um ator britânico nascido na Escócia. É conhecido pelos seus papéis como Norman Godfrey na série de televisão americana Hemlock Grove e Ian Hainsworth em Desperate Housewives. No cinema, seus filmes mais conhecidos são Para Sempre Cinderela (1998),  Missão Impossível 2 (2000), Enigma (2001), Hitman - Assassino 47 (2007) e Sete Dias com Marilyn (2011).

## Biografia
Scott nasceu em 25 de novembro de 1965, em Glenrothes, Escócia, filho de Elma e Alan Scott. Ele tirou seu nome artístico do sobrenome de sua avó Dougray  (/ˈduːɡreɪ/). Entre 1984 e 1987 estudou teatro na Royal Welsh College of Music and Drama. Em 1988 mudou-se para Londres.

## Carreira
Scott começou sua carreira de ator no teatro. Na televisão o seu primeiro papel foi na telessérie Soldier Soldier da ITV. Ele fez sua estreia no cinema em Twin Town, um filme de 1997 dirigido por Kevin Allen. Seus papéis seguintes foram como o príncipe Henry em Para Sempre Cinderela, de 1998 e como Tom Jericho na adaptação cinematográfica do romance Enigma de Robert Harris. Ele interpretou o vilão em Missão: Impossível 2.
Após o lançamento de 007 - Um Novo Dia Para Morrer em 2002, Scott foi cotado para substituir Pierce Brosnan como James Bond. Apesar de vários relatos de que a Eon Productions estava inclinada a escalá-lo como o novo Bond em 007 - Cassino Royale, o papel acabou sendo dado a Daniel Craig. Em janeiro de 2006, apareceu na minissérie Os Dez Mandamentos como Moisés. Ele também protagonizou a série Heist da NBC, que foi ao ar em março de 2006 em cinco episódios. 
De 2006 a 2007, ele estrelou a terceira temporada de Desperate Housewives como par romântico de Teri Hatcher. Em 2007, interpretou vilão do filme Hitman - Assassino 47, baseado na série de jogos eletrônicos de mesmo nome. Scott apareceu nos papéis de Dr. Jekyll e Sr. Hyde no filme canadense O Médico E O Monstro, de 2008. No ano seguinte,  interpretou o ex-presidiário Michael O' Connor na minissérie Father & Son da RTÉ.
Em 2009, Scott protagonizou a minissérie The Day of the Triffids, uma adaptação do romance de John Wyndham de 1951, da BBC. Em 2011, participou do filme Love's Kitchen ao lado de sua esposa Claire Forlani. Em abril de 2011, interpretou o gerente de futebol Matt Busby no telefilme United, baseado na história real do time de futebol "Busby Babes" do Manchester United.

## Vida pessoal
Scott é pai dos gêmeos Eden e Gabriel Trevis Scott (n. 1998), com a ex-esposa Sarah Trevis. Em 8 de junho de 2007, ele se casou com a atriz Claire Forlani na Itália. Eles têm um filho, Milo, nascido em 27 de dezembro de 2014.

## Filmografia
| Ano       | Título                        | Papel                                      | Nota(s)                                               |
| --------- | ----------------------------- | ------------------------------------------ | ----------------------------------------------------- |
| 1990      | Zorro                         | Don Pedro DeSoto                           | Episódio: "Child's Play"                              |
| 1992      | Taggart                       | Colin Murphy                               | Episódio: "Nest of Vipers Part One"                   |
| 1992      | Lovejoy                       | Horse                                      | 2 episódios                                           |
| 1992      | Tell Tale Hearts              | David Sellors                              | 3 episódios                                           |
| 1993      | Stay Lucky                    | Alex                                       | 4 episódios                                           |
| 1994      | Princess Caraboo              | Capitão Dragão                             |                                                       |
| 1995      | Kavanagh QC                   | Terry Fisher                               | Episódio: "A Family Affair"                           |
| 1995      | Soldier Soldier               | Major Rory Taylor                          | 11 episódios                                          |
| 1995      | Highlander: The Series        | Warren Cochrane                            | Episódio: "Through a Glass, Darkly"                   |
| 1996      | The Crow Road                 | Lewis McHoan                               | Minissérie                                            |
| 1997      | Regeneration                  | Capitão Robert Graves                      |                                                       |
| 1997      | The Place of the Dead         | Anspeçada Richard Mayfield                 |                                                       |
| 1997      | Twin Town                     | Terry Walsh                                |                                                       |
| 1998      | Ever After                    | Príncipe Henry                             |                                                       |
| 1998      | Deep Impact                   | Eric Vennekor                              |                                                       |
| 1999      | Gregory's Two Girls           | Fraser Rowan                               |                                                       |
| 1999      | This Year's Love              | Cameron                                    |                                                       |
| 1999      | Faeries                       | O Príncipe Fada                            | voz                                                   |
| 2000      | Mission: Impossible 2         | Sean Ambrose                               |                                                       |
| 2000      | The Miracle Maker             | John                                       | Voz                                                   |
| 2000      | Arabian Nights                | Sultão Shahryar / Amin                     | Minissérie                                            |
| 2001      | Enigma                        | Tom Jericho                                |                                                       |
| 2002      | Ripley's Game                 | Jonathan Trevanny                          |                                                       |
| 2003      | The Poet                      | Andrei                                     |                                                       |
| 2003      | To Kill a King                | Thomas Fairfax, 3º Lord Fairfax de Cameron |                                                       |
| 2004      | The Truth About Love          | Archie                                     |                                                       |
| 2004      | Things To Do Before You're 30 | Cass                                       |                                                       |
| 2005      | Dark Water                    | Kyle Williams                              |                                                       |
| 2006      | The Ten Commandments          | Moisés                                     | Minissérie                                            |
| 2006      | Perfect Creature              | Silus                                      |                                                       |
| 2006      | Heist                         | Mickey O'Neil                              |                                                       |
| 2006–2007 | Desperate Housewives          | Ian Hainswort                              | 18 episódios                                          |
| 2007      | Hitman                        | Mike Whittier                              |                                                       |
| 2007      | The Donald Gray Show          |                                            |                                                       |
| 2008      | Dr. Jekyll and Mr. Hyde       | Dr. Jekyll / Sr. Hyde                      |                                                       |
| 2008      | New Town Killers              | Alistair                                   |                                                       |
| 2009      | False Witness                 | Ian Porter                                 |                                                       |
| 2009      | The Day of the Triffids       | Dr. Bill Masen                             |                                                       |
| 2009      | Father & Son                  | Michael O'Connor                           |                                                       |
| 2010      | There Be Dragons              | Robert                                     |                                                       |
| 2010      | Love's Kitchen                | Rob Haley                                  |                                                       |
| 2011      | My Week with Marilyn          | Arthur Miller                              |                                                       |
| 2011      | United                        | Matt Busby                                 |                                                       |
| 2012      | Sinbad                        | Padre La Stessa                            |                                                       |
| 2013      | Death Race 3: Inferno         | Niles York / Frankenstein                  | direto para DVD                                       |
| 2013      | Doctor Who                    | Alec Palmer                                | Episódio: "Hide"                                      |
| 2013      | Strike Back: Shadow Warfare   | James Leatherby                            | 2 episódios                                           |
| 2013      | Last Passenger                | Lewis Shaler                               |                                                       |
| 2013      | The Wrong Mans                | Walker                                     |                                                       |
| 2013–2014 | Hemlock Grove                 | Dr. Norman Godfrey                         |                                                       |
| 2014      | Taken 3                       | Stuart St. John                            |                                                       |
| 2015      | Tiger House                   | Shane                                      |                                                       |
| 2015      | The Rezort                    | Archer                                     |                                                       |
| 2015      | The Vatican Tapes             | Roger Holmes                               |                                                       |
| 2016      | London Town                   | Nick Baker                                 |                                                       |
| 2016      | Full Circle                   | Senador David Faulkner                     |                                                       |
| 2016      | Fear the Walking Dead         | Thomas Abigail                             | 2 episódios                                           |
| 2016      | Harley and the Davidsons      | Randall James                              | Minissérie                                            |
| 2017      | The Replacement               | David Warnock                              | Minissérie                                            |
| 2017      | Jamie Johnson                 | Foxborough Scout                           | Episódio: "End Game"                                  |
| 2017–2018 | Snatch                        | Vic Hill                                   |                                                       |
| 2018      | The Woman in White            | Sir Percival Glyde                         | Minissérie                                            |
| 2018      | Urban Myths                   | Arthur Miller                              | Episódio: "Marilyn Monroe and Billy Wilder"           |
| 2019      | Departure                     | Ethan Moreau                               | 6 episódios                                           |
| 2019      | Sea Fever                     | Gerard                                     |                                                       |
| 2019–2021 | Batwoman                      | Jacob Kane                                 | Protagonista (1–2 temporada), 35 episódios            |
| 2020      | Sulphur and White             | Donald Tait                                |                                                       |
| 2021      | Irvine Welsh's Crime          | Ray Lennox                                 | Protagonista (6 episódios), também produtor executivo |
| 2021      | La Cha Cha                    | Roger Callaway                             |                                                       |
| 2023      | A Town Called Malice          | Tony Lord                                  |                                                       |